# Comfrey (Minnesota)
Comfrey es una ciudad ubicada en el condado de Brown en el estado estadounidense de Minnesota. En el Censo de 2010 tenía una población de 382 habitantes y una densidad poblacional de 315,83 personas por km².

## Geografía
Comfrey se encuentra ubicada en las coordenadas 44°6′40″N 94°54′12″O / 44.11111, -94.90333. Según la Oficina del Censo de los Estados Unidos, Comfrey tiene una superficie total de 1.21 km², de la cual 1.21 km² corresponden a tierra firme y (0%) 0 km² es agua.

## Demografía
Según el censo de 2010, había 382 personas residiendo en Comfrey. La densidad de población era de 315,83 hab./km². De los 382 habitantes, Comfrey estaba compuesto por el 97.12% blancos, el 0.26% eran afroamericanos, el 0% eran amerindios, el 0% eran asiáticos, el 0% eran isleños del Pacífico, el 0% eran de otras razas y el 2.62% pertenecían a dos o más razas. Del total de la población el 1.57% eran hispanos o latinos de cualquier raza.